# Prato (Suíça)
Prato é uma comuna da Suíça, no Cantão Tessino, com cerca de 401 habitantes. Estende-se por uma área de 16,9 km², de densidade populacional de 24 hab/km². Confina com as seguintes comunas: Dalpe, Lavizzara, Osco, Quinto.
A língua oficial nesta comuna é o italiano.